# Apanthura vaitapensu
Apanthura vaitapensu är en kräftdjursart som beskrevs av Müller 1992. Apanthura vaitapensu ingår i släktet Apanthura och familjen Anthuridae. Inga underarter finns listade i Catalogue of Life.